# Killing Machine
Killing Machine (срп. Машина за убијање) је пети студијски албум хеви метал бенда Џудас прист, издат 1978. године.